# Against the Dark
Against the Dark ist ein US-amerikanischer Direct-to-Video-Horrorfilm aus dem Jahre 2009 mit Steven Seagal in der Hauptrolle.

## Handlung
Ein schreckliches Virus, das Menschen in brutale Vampire verwandelt, bricht in einer kleinen Stadt in den USA aus. Das Militär lässt die gesamte Stadt abriegeln, es gibt aber Tag für Tag Nachrichten über Überlebende, die sich noch in der Stadt aufhalten. Commander Tao, ein Meister im Schwertkampf, wird mit einem kleinen Team von Ex-Elitesoldaten in das Innere der Stadt geschickt, um alle Überlebenden zu retten, bevor das Militär die gesamte Stadt zerstört. Eine kleine Gruppe Überlebender versteckt sich in einem Krankenhaus und wartet darauf, dass das Militär Hilfe schickt. Als Tao sich schließlich bis zu den Überlebenden durchkämpfen kann, versucht er mit allen Mitteln, die Überlebenden aus dem Krankenhaus herauszuholen. Schließlich gelingt es Tao, mit einigen der Überlebenden aus dem Krankenhaus zu fliehen, bevor es vom Militär zerstört wird. Am Ende fahren die letzten drei Überlebenden zur Militärbasis, während Tao und Tagart sich auf den Weg zurück in die Stadt machen, um weiter auf die Jagd zu gehen.

## Synchronisation
Die deutsche Synchronisation wurde von der Firma Scala Media GmbH in München erstellt. Dialogregie führte Ekkehardt Belle nach dem Dialogbuch von Stefan Sidak.

## Kritik
Das Lexikon des internationalen Films schreibt: „Ein militärisches Experiment verwandelt Tote in Vampire, die sich wie Zombies aufführen. Ein Häuflein aufrechter Hunter tritt zum blutigen Kampf an, derweil sich Militärs Gedanken darüber machen, ob man die gesamte Region nicht gleich auslöschen sollte. Weitgehend im Dunkeln gehaltener Horrorfilm von der Stange, in der Action-Held Steven Seagel erstmals gegen eine überirdische Bedrohung antreten darf.“